# أمامة بنت علي
أمامة بنت علي بن أبي طالب هي ابنة علي بن أبي طالب، أول الأئمة الاثني عشر عند الشيعة، ورابع الخلفاء الراشدين عند أهل السنة والجماعة. وأم أمامة: أم ولد.
كانت أمامة بنت علي عند الصلت بن عبد الله بن نوفل بن الحارث بن عبد المطلب فولدت له نفيسة وتوفيت عنده. تُوفيت أمامة في حياة والدها.